# Stichting Agapè
Stichting Agapè, vroeger bekend als Instituut voor Evangelisatie, is een Nederlandse zendingsorganisatie van christenen uit verschillende kerken. Stichting Agapè maakt deel uit van de internationale organisatie Campus Crusade for Christ.

## Doel
Agapè ziet als haar doel het op gang brengen van "geestelijke bewegingen". Zij omschrijft dit als bewegingen van mensen die onder de leiding van de Heilige Geest de wereld willen laten zien wat de liefde van Jezus betekent. De doelstelling van de (internationale) organisatie is: "Iedereen bereiken met het Evangelie, zodat iedereen iemand kent die Jezus oprecht volgt."

## Geschiedenis
Het werk van Campus Crusade for Christ begon in 1951 op de Universiteit van Californië in Los Angeles onder leiding van Bill Bright (1921-2003), een jonge zakenman die zijn verdere leven wijdde aan evangelisatiewerk op universiteiten. In Nederland startte de beweging in 1969 onder leiding van de evangelist Jan Herm Kits. Deze was tijdens de Olympische Winterspelen van 1968 in Grenoble in aanraking gekomen met een groep Amerikanen van Campus Crusade for Christ. Deze vroegen hem een Nederlandse afdeling van het werk op te zetten. Deze ging daar op in. De Nederlandse afdeling kreeg de naam Instituut voor Evangelisatie.
Het werk bestond al snel uit een team van een man of 15. Kits en zijn vrouw werken op de Technische Hogeschool in Enschede onder studenten, terwijl Oswin Ramaker leiding gaf aan een team dat kerkelijke gemeenten trainden met betrekking tot evangelisatie en nazorg. Ook werd in de jaren zeventig verschillende keren de Zomer Explo-conferentie georganiseerd.Dit was een conferentie waarbij geestelijke opbouw gepaard ging met training in evangelisatie, waarbij deze ook in de praktijk moest worden gebracht. Dit gebeurde voornamelijk aan de hand van het boekje De Vier Geestelijke Wetten. In 1970 was de organisatie ook begonnen met het uitgeven van het nieuwsbulletin Uitdaging, dat naar alle donateurs werd verstuurd. Uitdaging berichtte over ontwikkelingen op het evangelische erf. Ook werden in die jaren de eerste zendelingen uitgezonden naar het buitenland.
Kits werd in 1978 als directeur opgevolgd door Leo Habets, die op zijn beurt in 1986 weer werd opgevolgd door Hans Pruis. In de tussentijd groeide de organisatie verder uit. In 1979 werd er gestart met de Er is hoop-campagne om heel Nederland in aanraking te brengen met het evangelie. Een jaar eerder was de Grote Opdracht School van start gegaan. Dit was een eenjarige opleiding, die bestond uit een aantal avonden en dagen, en die er op gericht was om kerken en christenen te trainen in evangelisatie en gemeente-opbouw. Op het hoogtepunt volgen meer dan 600 mensen deze training. Het bulletin Uitdaging werd in 1980 door Leo Habets en Johan Bos omgevormd tot een maandelijks verschijnend nieuwsmedium.
De organisatie veranderde in 1990 haar naam naar Stichting Agapè. Alle nationale afdelingen in Europa kregen deze naam, om naar buiten toe herkenbaarder te zijn. In de jaren negentig werden er een tweetal Er is Hoop-bussen aangeschaft, waarmee vaak ter plaatse werd geëvangeliseerd. In die tijd ontstond ook Discovery, de jongerentak van Agapè. Vandaar uit werden tienerkampen en zendingsreizen georganiseerd.
Aan het begin van de jaren negentig werd ook het plan opgezet om 14 regio's van een miljoen inwoners te bereiken. Dit project kwam bekend te staan onder de naam Klas 2000. In 1997 werd ook Athletes in Action opgericht door Henk Stoorvogel. Deze organisatie evangeliseerde door middel van sport. Er werden grote reizen georganiseerd met honderden jongeren naar onder andere Griekenland en Israël.
Ook vanuit de media-afdeling werd er veel actie ondernomen. In de jaren tachtig werd de film Jesus verspreid en onder de aandacht gebracht. Later werd er ook veel geëvangeliseerd rond onder meer de film The Passion of the Christ. Daarnaast kwam er meer aandacht voor evangelisatie op internet. Agapè heeft verschillende sites die zich richten op spiritueel zoekenden.
In 2002 volgde Willem de Vink Pruis op als directeur, maar deze moest na twee jaar weer vertrekken vanwege onenigheid over de koers die hij voor had met Agapè. Pruis keerde daarom tijdelijk als directeur terug. Mede op initiatief van De Vink werd begonnen met een school voor kunstzinnige jongeren, de HQ School. Na het vertrek van De Vink werd de HQ School ook zelfstandig. Ook werd Uitdaging in 2003 afgestoten. Het blad werd overgenomen door EB Media (sinds 2009 Inspirit Media). De belangrijkste reden voor de overname was dat Uitdaging zich in de loop van de tijd meer ontwikkeld had tot een journalistiek medium. Daarin werd ook met enige regelmaat stelling genomen tegen personen of organisaties waarmee (mensen van) stichting Agapè bevriend waren of samenwerkten. Dit leidde tot spanningen.
Van 2007 tot en met 2015 gaven Mark en Mira de Boer leiding aan de Nederlandse tak van de organisatie. Sinds november 2015 is de gereformeerd-vrijgemaakte predikant Duurt Vonck aangesteld als directeur. Aan het begin van datzelfde jaar verhuisde het hoofdkantoor van de stichting van Doorn naar Amersfoort. Agapè was, met een onderbreking in de jaren zeventig, sinds 1969 gevestigd in Doorn. Per november 2017 vertrok de organisatie alweer uit Amersfoort en verplaatste naar Driebergen-Rijsenburg.
Anno 2016 bestaat de organisatie uit 55,7 fte. Eind 2017 vertrok een deel van de medewerkers van Athletes in Action naar de nieuwe organisatie Next Move. In 2018 werd de samenwerking met de zuster-organisatie GAIN geïntensiveerd wat leidde tot verdere integratie van activiteiten, zowel in de back-office als in het veld. 
Ook wordt er meer ingezet op het verbinden van kerken en christenen in een stad of woonplaats. In meerdere steden ontstaan daardoor City Movements, waarin samenwerking en eenheid wordt gezocht vanuit het motto;  de hele Kerk is nodig om de hele stad te bereiken met het hele evangelie.

## Aanpak
Een kenmerk in de aanpak van Agapè is niet alleen evangelisatie, maar vooral ook discipelschap (je geloof 'handen en voeten geven in het leven van alledag'). Daarom worden ook kerken en christenen uitgedaagd om in beweging te komen. 
Agapè-bewegingen richten zich op het bereiken van specifieke doelgroepen: Athletes in Action richt zich op jongeren door middel van sport, IkzoekGod.nl op het bereiken van online-zoekers en StudentLife richt zich op het bereiken van studenten door in gesprek te gaan op Universiteiten en Hogescholen.
Agapè-producten richten zich op het toerusten en mobiliseren van kerken en christenen individueel om het evangelie in hun eigen omgeving te delen. 
In tegenstelling tot wat wel gebeurde bij oudere grootschalige evangelisatiecampagnes werkt Agapè meer relationeel. Iedereen die christen wordt behoort de kans krijgen om te groeien in geloof. Dit is een persoonlijk proces dat veelal plaatsvindt in kleine, plaatselijke groepen en in samenwerking met kerkelijke gemeenten. Deze groepen (communities) worden ondersteund door cursusmateriaal en bijeenkomsten die bewegingen van Agapè lokaal organiseren. Daarnaast speelt het werk onder studenten ("de leiders van de toekomst") nog steeds een belangrijke rol. Het accent op nazorg is niet uniek voor Agapè en komt ook voor bij andere organisaties, zoals De Navigators.
Het salaris van de medewerkers wordt doorgaans betaald uit giften van donateurs die door medewerkers persoonlijk worden geworven.